# Dionisio Lasuén
Dionisio Lasuén Ferrer (La Muela, 1850 – Zaragoza, 1916) fue un escultor y artista español, especialmente conocido por su aportación al arte modernista en Aragón.

## Biografía
Natural de La Muela, era hijo de un cantero que murió cuando Dionisio apenas tenía doce años. Se formó en dicha localidad con un tío suyo que era también cantero. Prosiguió sus estudios en Barcelona  y Roma, gracias a una beca de la Diputación Provincial de Zaragoza.
A su regreso a España, se estableció en Madrid como escultor de la Casa Real, trabajando en el Panteón de los Infantes del Monasterio de El Escorial, probablemente en trabajos decorativos menores. Durante ese periodo contrajo matrimonio con Adriana Toro y Capuz. Sin embargo, decidió volver a su tierra natal y se asentó en Zaragoza. Uno de sus primeros trabajos en la ciudad fue la facultad de Medicina (1886). Lasuén fue autor de las esculturas de varios intelectuales que adornan la fachada  así como de la ornamentación del edificio.  Otras obras suyas destacadas en el periodo incluyen una estatua destinada a la fuente del Matadero de Zaragoza y hoy expuesta en el paseo de la Constitución, la decoración del Casino de Zaragoza según proyecto de Ricardo Magdalena, la del Teatro Principal de Zaragoza, y la estatua de José de Palafox, de 1891, que adorna la Capitanía General.
Su obra se encuadra en el modernismo, aunque muchos autores advierten un equilibrio propio sin romper con el clasicismo previo ni caer en el realismo. Algunos especialista han considerado sin embargo sus motivos un tanto académicos por el uso de figuras históricas y alegorías, restringiendo las naturalezas y motivos modernistas para encargos privados.

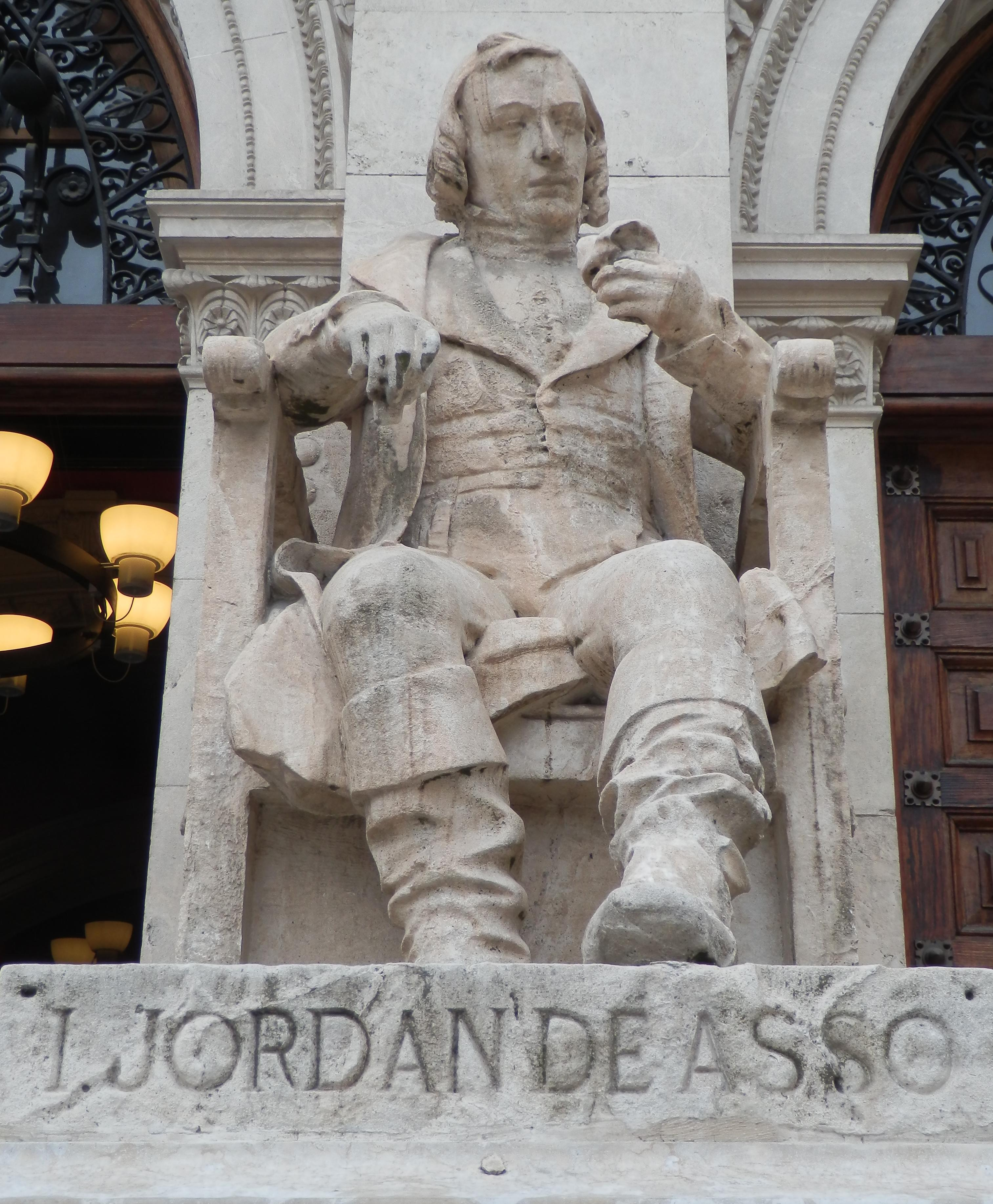
Estatua de Jordán de Asso, obra de Dionisio Lasuén, en la entrada de la Antigua Facultad de Medicina de Zaragoza.

Fue parte así de la generación modernista en Zaragoza y frecuente colaborador de otros intelectuales como el ya citado Ricardo Magdalena. Constan también algunas obras pictóricas y un interés personal por la música. Fue asimismo un habitual ilustrador en la prensa escrita. Lasuén se convirtió en un referente artístico en la ciudad, publicando también artículos en defensa del modernismo en el primer lustro del siglo XX. En Zaragoza fue además profesor de la Escuela de Artes y Oficios, de la que llegaría a ser director cuando esta evolucionó a la Escuela de Artes e Industrias de Zaragoza. Lasuén fue particularmente un defensor del carácter popular del arte y del valor artístico de las industrias. Fue igualmente académico de la Real Academia de Nobles y Bellas Artes de San Luis.
Lasuén trabajó ampliamente para la Exposición Hispano-Francesa de 1908 con decoraciones para lo que hoy es el museo de Zaragoza y una activa labor como jurado de concursos artísticos.  Consolidado en Zaragoza, algunas de sus obras más relevantes incluyen trabajos en la basílica del Pilar y múltiples obras en el cementerio de Torrero, entre las que cabe destacar la escultura para el mausoleo de Joaquín Costa.
No sólo trabajó en Zaragoza, sino que constan obras suyas en otros municipios de Aragón como una fuente en Villanueva de Jiloca, un Paso de la Cena en Barbastro y una Virgen para Panticosa. Fue autor igualmente de la restauración de la colegiata de Calatayud. En el resto de España también constan obras suyas, como el monumento al general Balmaseda en Madrid.